# Kammarråd
Kammarråd är en svensk titel för tjänsteman i Kammarkollegiet. Vid slutet av 1500-talet var hans uppgift var att övervaka kamrerarna och se till att förhållandet mellan fogder och kamrerna fungerade. Den har också använts som hederstitel. Motsvarande titel finns även i andra länder.

## Kända kammarråd i Sverige
- Erik Jöransson Tegel (1563–1636)[2]
- Per Utter till Navsta (1566–1623)
- Johan Jespersson Cruus af Harfvila (1617–1644)
- Gustaf Gabrielsson (Oxenstierna) 1590
- Johan Skytte (1577–1645)
- Peder Gustafsson Banér 1588–1644
- Bengt Skytte (1614–1683)
- Gustav Bonde (1620–1667)
- Henrik Falkenberg  (1634–1691)
- Claes Rålamb (landshövding)

## Finland

### Historia
I Storfurstendömet Finland och i Republiken Finland är kammarråd (finska: kamarineuvos) en hederstitel.  Efter att landet hade utropat sin självständighet, har över hundra kammarråd utnämnts.

### Kända kammarråd i Finland

#### Svenska tiden
- Henrik Horn
- Fabian Wrede

#### Storfurstendömet
- Johan Gabriel von Bonsdorff (1795–1873)[5]

#### Republiken
- Torsten Carlander-Reuterfelt
- Reino Palmroth
- Henry Wiklund